# مثلث برمودا
مثلث برمودا (بالإنجليزية: Bermuda Triangle)‏ (المعروف أيضاً باسم «مثلث الشيطان») هو منطقة جغرافية على شكل مثلث متساوي الأضلاع (نحو 1500 كيلومتر في كل ضلع) ومساحته حوالي مليون كم²، يقع في المحيط الأطلسي بين برمودا، وبورتوريكو، وفورت لودرديل (فلوريدا)، ويُعتبر شقيق مثلث التنين.
هي منطقة شهيرة بسبب عدة مقالات وأبحاث نشرها مؤلفون في منتصف القرن العشرين تتحدث عن مخاطر مزعومة في المنطقة، ولكن إحصاءات خفر السواحل للولايات المتحدة لا تُشير إلى حدوث حالات اختفاء كبيرة لسفن وطائرات في هذه المنطقة أكثر من مناطق أخرى، كما أن العديد من الوثائقيات أكدت مؤخراً زيف الكثير مما قيل عنها وكذلك تراجُع العديد من التقارير بحجة نشرها للأحداث بصورة خاطئة، واعترفت العديد من الوكالات الرسمية بأن عدد وطبيعة حوادث الاختفاء في مثلث برمودا كانت مشابهة لغيرها من المناطق في باقي المحيط لا أكثر.

## جغرافية
تقع منطقة برمودا في الجزء الغربي من المحيط الأطلسي مجاورة للساحل الجنوبي الشرقي لولاية فلوريدا، بالولايات المتحدة الأمريكية، ويشمل المثلث فلوريدا (بالولايات المتحدة الأمريكية) وجزر برمودا (تابعة لبريطانيا) وجزر البهاما. ويُعتبر خندق بورتوريكو النقطة الأعمق في المحيط الأطلسي ب 30,100 قدم، وهو يقع ضمن إحداثيات مثلث برمودا.
وسُميت بهذا الاسم نسبة إلى جزر برمودا المكوّنة من مجموعة من الجزر التي يبلغ عددها 300 جزيرة، ليست كلها مأهولة بالسكان وإنما المأهول منها ثلاثون جزيرة، عاصمتها «هاملتون» وتقع في الجزيرة الأم.
ويُغطي مثلث برمودا نحو 1,140,000 كيلومتراً مربعاً، ويحُده خط وهمي يبدأ من نقطة قرب ملبورن بفلوريدا مروراً ببرمودا ثم بورتوريكو لينتهي بفلوريدا مرة أخرى.

## تاريخ

### الأصول
كان أول ادعاء بحالات اختفاء غير طبيعي في برمودا في 16 سبتمبر 1950، من مجلة أسوشيتد برس بمقالة من إدوارد فان وينكل جونز. بعد عامين، نشرت مجلة فيت Fate مقالة قصيرة من جورج العاشر ساند بعنوان «لغز في البحر عند بابنا الخلفي» تتحدث عن فقدان العديد من الطائرات والمراكب، بما في ذلك فُقدان الرحلة 19. كانت مقالة ساند المقالة الأولى التي تتحدث بشُمولية عن المثلث الذي حدثت به الخسارات.
غطت مجلة أمريكان ليجيون في أبريل 1962 حدث ضياع الرحلة 19. وزُعم حينها أن قائد الرحلة 19 سُمع قائلاً «نحن ندخل مياه بيضاء، لا شئ يبدو جيداً. نحن لا نعرف أين نحن، المياه أصبحت خضراء، لا بيضاء.» وزعُم أن قادة الرحلة 19 أرسلوا إلى المريخ. كانت مقالة ساند الأولى التي تقترح أن الحادثة هي شيء خارق للطبيعة. في فبراير 1964 كتب فينسيت جاديس في مجلة أرجسوي مقالة «مثلث برمودا القاتل» مُتحدثاً أن الرحلة 19 والاختفاءات الأخرى كانت جزءاً من نمط من أحداث غريبة في تلك المنطقة. وفي العام التالي، وسع جاديس مقالته حتى أصبحت كتاباً بعنوان آفاق غير مرئية.

### بحث لاري كوش
لورانس ديفد كوش، باحث في جامعة ولاية أريزونا ومُؤلف كتاب لغز مثلث برمودا: الحل (1975) الذي ذكر فيه أن العديد من إدعاءات جاديس والكتاب اللاحقين كانت مبالغاً بها ومشكوكاً في صحتها ولم يُتحقق منها. ولقد كشفت بحوث كوش أن هناك عدد من المغالطات والتناقضات بين روايات وتصريحات تشارلز بيرلتز وبين شهود العيان والناجين. وأشار كوش أن بعض المعلومات ذات الصلة لم يتم ذكرها، مثل اختفاء متسابق في سباق حول العالم باليخت يُدعى دونالد كروهرست، حيث ربطها بيرلتز بالمثلث وجعلها لغزاً، رغم وجود أدلة واضحة توضح اختفاءه بعيداً عن المكان، ومثال آخر رواية بيرلتز عن حاملة النفط الخام التي ضاعت من ميناء أتلانتك لمدة دون أثر، وقد أشار كوش إلى أن هناك ميناء آخر يحمل نفس الاسم على المحيط الهادئ، ووضح كوش أن نسبة كبيرة من الحوادث التي أحدثت جدلاً عن المثلث الغامض حدثت خارجه، ولقد كان بحثه يضم عدداً من تقارير الصحف بتواريخ الأحداث وتقارير عن الحالات الجوية السيئة التي لم يتم ذكرها في العديد من الصحف. وشمل بحث كوش على الآتي:
- لم يكن عدد السفن والطائرات التي ضاعت في تلك المنطقة عددا أكبر بشكل ملحوظ عن المناطق الأخرى التي تتواجد فيها العواصف الاستوائية، حيث عدد الاختفاءات بها دائمًاً لا يكون غريباً ولا غامضاً، وإضافة إلى ذلك، بيرلتز والكُتّأب الآخرون لم يذكروا أي شيء عن العواصف.
- كانت بعض المعلومات في البحوث الأخرى مبالغاً فيها. كمثال، اختفاء قارب يمكن ملاحظتها، ولكن عودة القارب للميناء مسألة غير مؤكد منها لأنه بالكاد سيكون تحطم.
- تعدّ أسطورة برمودا أسطورة مُصطنعة، أعدها كُتّأب، عن طريق العمد أو من دون قصد، استخدموا مفاهيم وأسباب خاطئة، تحتوي على أسلوب الإثارة.[8]

### البحث عن الحقيقة
التقرير الأكثر أهمية هو تقرير إحصائيات شركة لويدز لندن Lloyd's of London لسجلات الحوادث والذي نشر من قبل محرر مجلة المصير Fate Magazine في عام 1975م؛ حيث ظهر بأنّ موقع المثلث كان لا يمثل قسماً خطراً من المحيط بصورة أكبر من أيّ قسم آخر. وأكدت سجلات خفر السواحل الأمريكية هذا التقرير ومنذ ذلك الوقت لم يظهر أي دليل جديد ينكر تلك الإحصائيات، حتى اختفى لغز مثلث برمودا. ولكن لم تختف الأسطورة من الكتب أو أفلام هوليود. بالرغم من أنّ مثلث برمودا أصبح لا يمثل لغزاً حقيقياً، فإن هذه المنطقة من البحر كان لها نصيبها بالتأكيد من المآسي البحرية التي خلدتها الكتب.
أنتج جون سيمونز (مقدم أفلام وثائقية) على القناة البريطانية الرابعة برنامجاً تلفزيونيا عن «مثلث برمودا» في عام 1992، وسأل فيه لويدز لندن إن كان عدد كبير من السفن غرقت في منطقة مثلث برمودا حقاً: فأجابوا بأن عدداً كبيراً من السفن لم بغرق هناك. وأكدت سجلات خفر السواحل في الولايات المتحدة على صحة استنتاجاتهم. وفي الواقع، فإن عدد حالات الاختفاء ضئيلة نسبياً مقارنةً بعدد السفن والطائرات التي تمر عبرها على أساس منتظم.
ولقد شككت أيضاً دوائر خفر السواحل في المثلث، مشيرةً إلى أن ما تجمعه وتنشره من معلومات ومستندات يتعارض مع ما كتبه المؤلفون عن المثلث، مثل انفجار عام 1972 وغرق الناقلة SS V. A. Fogg في خليج المكسيك، مؤكدة أنها قد قامت بتصوير الحطام وانتشال عدة جثث، بما يتعارض مع ادعاء المؤلف أن الجثث اختفت. وقد وجدوا قبطان تلك الناقلة في مكتب الكابينة، ممسكاً بفنجان قهوة.

## التفسيرات غير الطبيعية
اقترح بعض المؤلفين عدداً من الظواهر الخارجية لتفسير تلك الأحداث. فكان أول تفسير يلقي اللوم فيه على المخلفات التكنولوجية من جزيرة أطلانطس، وأحياناً يتم الربط بقصة أطلانطس بعد أن وجدوا صخوراً مشكلة على شكل طريق تحت البحر تدعى شارع بيميني في جزيرة بيميني عند جزر البهاما التي تتواجد ضمن إحداثيات المثلث.
بينما ربط المؤلفون الآخرون تلك الأحداث بالأطباق الطائرة. واستخدم هذه الفكرة ستيفن سبيلبرغ في فيلم الخيال العلمي لقاءات قريبة من النوع الثالث الذي يحكي قصة ضياع طاقم الطائرة 19 واختطافهم من قبل المخلوقات الفضائية.
تشارلز بيرليتز الذي ألف العديد من الكتب حول الظواهر فوق الطبيعية، سجل عدة نظريات تربط الخسائر في المثلث بقوى لا تفسير لها.
ومن التفسيرات غير الطبيعية أن المهدي المنتظر مقيم في برمودا مع أهل بيته والمخلصين من أصحابه كما ورد " قضية الجزيرة الخضراء الموجودة في كتاب بحار الأنوار للمجلسي وهي موسوعة كبيرة من 25 مجلدا، وتدور رواية المجلسي حول شيخ لهم يدعى زين الدين علي بن فاضل، وكان قد ذهب إلى منطقة ما من المحيط الأطلسي، وأعطى وصفاً لتلك المنطقة التي يدعي أنه زارها سنة 690هـ، وهذا الوصف جاء متطابقا مع كثير من أوصاف مثلث برمودا خاصة أقوال أحد الطيارين الذين تحدثوا قبل السقوط في البحر بمثلث برمودا فكان من جملة ما قاله في مكالمته مع برج المراقبة العبارات التالية:" وحتى البحر لا يشبه نفسه، يظهر أننا ندخل مياها بيضاء، إننا نمر فوق جزيرة صغيرة...لقد ضعنا نهائيا".
وقد روى الشيخ المجلسي نفس العبارات الواردة؛ فعندما سافر من العراق إلى المغرب ثم إلى جزيرة صغيرة قرب الأطلسي تدعى جزيرة الرافضة قال:" فلما كان في السادس عشر من مسيرنا في البحر، رأيت ماءا أبيضا، فجعلت أطيل النظر إليه فقلت: إني أراه على غير لون البحر "هذا هو البحر الأبيض وتلك الجزيرة الخضراء وهذا الماء مستدير حولها مثل السور من أي الجهات أتيته وجدته وبحكمة الله تعالى، إن مراكب أعدائنا إذا دخلت غرقت وإن كانت محكمة ببركة مولانا وإمامنا صاحب الزمان" فينطلق هذا الكاتب ليقارن بين هذا الكلام والواقع الذي عليه مثلث برمودا اليوم ليخلص إلى النتيجة بأن الإمام الغائب المهدي المنتظر يعيش في مثلث برمودا بالقطع واليقين.

## التفسيرات الطبيعية

### أخطاء البوصلة
تعدّ مشكلة الخطأ في البوصلة إحدى المسببات في حوادث المثلث، في حين أن البعض افترضوا نظرية وجود طاقة غير عادية من القوة المغناطيسية تكمن في تلك المنطقة، ومثل هذه الحالات لم تظهر من قبل. يعرف أنه لدى البوصلات المغناطيسية علاقات مغناطيسية عديدة مع الأقطاب المغناطيسية، وهي الحقيقة المعروفة لدى العديد من الملاحين للعديد من القرون.

القطب الشمالي المغناطيسي (اتجاه الشمال في البوصلة) والقطب الشمال الجغرافي (اتجاه الشمال على طول سطح الأرض) يتقابلان أحياناً في مناطق صغيرة - للمثال - سنة 2000 في الولايات المتحدة كان الخط الجاري بين ويسكنسن وخليج المكسيك هو إحدى تلك المناطق، ولكن كان ظن بعض العامة أن هناك شيء غامض حول التغيير في البوصلة، والذي بطبيعة الحال حدث.

### أعمال التدمير المتعمد
يمكن تقسيم أعمال التدمير المتعمد إلى مجموعتين: أحداث حرب، وأحداث قرصنة. وقد وجد العديد من الأسباب الأخرى لتلك الخسائر الرهيبة، وغرقت العديد من السفن من قبل مهاجمات السطح أو الغواصات أثناء الحروب العالمية، وكان هناك العديد من المسببات لكنها غير معروفة. وارتبطت خسارة USS Cyclops في 1918 وكذلك أشقاءها سفن بروتيوس ونيريوس في الحرب العالمية الثانية بالغواصات، ولكن لم تجد السجلات الألمانية أي صلة بينهم.
لا تزال القرصنة - الاستيلاء على السفن في البحار بطريقة غير مشروعة - موجودة حتى يومنا هذا. بينما تنتشر القرصنة لسرقة البضائع بكثرة في غرب المحيط الهادئ والمحيط الهندي، هذا ويسرق مهربو المخدرات القوارب الترفيهية لاستعمالها في عمليات التهريب. انتشرت القرصنة في البحر الكاريبي ما بين 1560 و1760، وأشهر القراصنة كان إدوارد تيتش (صاحب اللحية السوداء) وجيان لافيت.

### أخطاء بشرية
تعدّ الأخطاء البشرية واحدة من أكثر التفسيرات المذكورة في التحقيقات الرسمية لفقدان أي طائرة أو سفينة، سواء كانت مقصودة أو غير مقصودة. وقد عرف البشر بارتكابهم أخطاء تؤدي إلى كارثة، والعديد من الخسائر في مثلث برمودا لا تعدّ استثناء؛ فعلى سبيل المثال، ذكر خفر السواحل لدى الولايات المتحدة الأمريكية أن السبب في فقدان الناقلة اس اس في أي فوج SS V.A Fogg في عام 1972 هو نقص التدريب المناسب للتخلص من مخلفات البنزين. وقد يكون العناد البشري لرجل الأعمال هارفي كونوفر هو الذي سبب خسارة اليخت الخاص به، الريفونوك عندما أبحر فيه إلى فلوريدا أثناء عاصفة في 1 يناير 1958.

### هيدرات الميثان

المناطق التي تتواجد فيها هيدرات الميثان طبقاً لخفر سواحل الولايات المتحدة.
المصدر: خفر سواحل الولايات المتحدة

وكان أحد التفسيرات للاختفاءات قد ركز على وجود كميات كبيرة من انبعاث لغاز هيدرات الميثان (إحدى أشكال الغاز الطبيعي) على منحدرات القارات. وقد أثبتت التجارب التي أجريت في أستراليا أن فقاعات الميثان يمكنها إغراق سفينة كاملة من عملية خفض كثافة المياه. على فرض أن انفجارات غاز الميثان الدورية (وتسمى أحياناً «البراكين الطينية») تنتج كميات كبيرة من المياه الرغوية ذات الكثافة المنخفضة والتي ليس بوسعها حمل وتوفير الطفو المناسب للسفن. وبهذه الحالة، ستؤدي تلك المنطقة المحيطة بالسفينة إلى غرقها بسرعة كبيرة بدون سابق إنذار.
المنشورات الصادرة عند هيئة المسح الجيولوجي الأمريكي توضح وجود مخازن كبيرة تحت الماء في العالم من غازات الهيدرات، بما فيهم منطقة بليك ريدج الموجودة في ساحل جنوب شرق الولايات المتحدة. ووفقاً أيضاً لمستنداتهم، لم يصدر غاز الهيدرات بكميات كبيرة في مثلث برمودا طيلة 15.000 عام الماضية.
وحسب ما نقلت صحيفة سبوتنيك نيوز إن مجموعة من الباحثين من جامعة القطب الشمالي النرويجية أكتشفوا حفراً في قاع البحر ناجمة عن انفجارات ضخمة لكريات فقاعات من غاز الميثان، والتي تراكمت عبر الزمن أسفل البحر مبيّنين أنّ قطر تلك الحفر المكتشفة يصل إلى 500 متر، فيما يبلغ عمقها حوالي 45 مترا، ويقدر الباحثون أن انبعاث الغاز من تلك الحفر قد أدى إلى ارتفاع في حرارة مياه المحيط، بعدما اختلطت المياه بنسبة من الغاز. ويرجح العلماء أن تكون مياه «المثلث» قد فقدت نسبة مهمة من كثافتها جراء الاختلاط بالغاز، مما أدى إلى غرق السفن التي تعبرها.

### العواصف الاستوائية
تعدّ العواصف الاستوائية عواصف قوية، وهي تنشأ في المياه الاستوائية وقد سببت ضياع آلاف الأرواح وخسائر تقدر ببليونات الدولارات. وكان إحدى ضحاياها الأسطول الإسباني لفرانسيسكو دي بوباديا في عام 1502 وكانت هذه أول حادثة تسجل في التاريخ لخسارة من عاصفة استوائية مدمرة. وكانت هذه العواصف في الماضي تسبب العديد من الحوادث التي ترتبط بالمثلث.

### الأمواج المدمرة
في العديد من محيطات العالم، سببت الأمواج المدمرة في غرق الكثير من السفن وتسرب البترول من العديد من ناقلات البترول. وكانت هذه الأمواج، حتى عام 1995، لغزاً غامضاً.

## حوادث مشهورة

### ثيودوسيا بور ألستون
كان اختفاء السفينة التي كانت على متنها ثيودوسيا بور ألستون ابنة نائب رئيس الولايات المتحدة السابق آرون بور ضمن إحداثيات المثلث. حيث كانت مسافرة على متن سفينة باتريوت، والتي أبحرت من شارلستون بجنوب كارولينا إلى نيويورك في 30 ديسمبر 1812، ولم يسمع عنها أبداً. ولقد كان المسار المخطط له جيداً لكن عيبه أنه كان يمتد عبر مثلث برمودا، ويُعتقد أن القرصنة إحدى الأسباب في ذلك. وأيضاً في حرب 1812، فضلا عن نظرية أكدت أنها عندما اختفت كانت في تكساس وأنها كانت بعيدة عن المثلث.

### إلين أوستين
يفترض أن سفينة إلين أوستين هي سفينة مهجورة، وكان على متنها طاقم فاز بها كجائزة، وحاول أن يبحر بها في نيويورك من عام 1881. وفقاً للقصص، اختفت السفينة، ولكنها ظهرت مجدداً بدون طاقمها، ثم أختفت مجدداً بطاقم آخر فاز بها كجائزة. ولقد أثبت التحقيق من سجلات لويدز لندن وجود سفينة تدعى ميتا، بنيت في عام 1854 وأعيد تسميتها من ميتا إلى إلين اوستين. ولا توجد قوائم بأسماء ضحايا هذه السفينة، أو أي سفينة في ذلك الوقت.

### دييرنغ

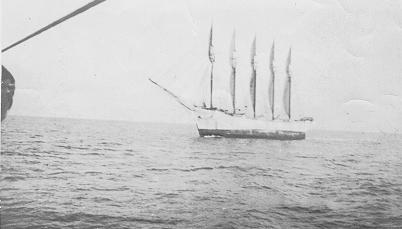
القارب الشراعي كارول دييرنغ، كما رأتها سفينة ضوئية في كيب لوكوت (كارولاينا الشمالية) في 29 يناير 1921، قبل يومين من إيجادها مهجورة في كارولاينا الشمالية

بنيت المركبة الشراعية كارول ديرنغ عام 1919. ولقد أبحرت في 20 مارس 1920 في مهمة نقل الفحم من نورفولك، فيرجينيا إلى ريو دي جانيرو. وفي أواخر أغسطس، شعر قبطان السفينة بالمرض فاضطر إلى أن يرسو في ميناء لويس بولاية ديلاوير. وعندها عينت شركة «دييرنغ» الكابتن المخضرم البالغ من العمر 66 عاماً كابتن وورميل. وأبحرت السفينة مجدداً إلى ريو ووصلت هناك بدون أي حادثة. وغادرت دييرنغ ريو في 2 ديسمبر 1920. وكانت آخر مرة ظهرت فيها السفينة في 28 يناير 1921 عندما رأتها سفينة ضوئية عند كيب لوك اوت في كارولاينا الشمالية. وكان قائد السفينة الضوئية الكابتن جاكوبسون قد ذكر أن هناك رجل ذو شعر أحمر أخبره بلكنة أجنبية أن السفينة فقدت مراسيها. وقد دون جاكوبسون الملحوظة وعندما حاول بعثها بإشارة راديو، فشل الجهاز في بعثها. وقد لاحظ وجود طاقم السفينة في منطقة الأمامية من السفينة، وهي المنطقة غير المسموح بالتواجد بها. واختفت السفينة. وبعد حين، عثروا عليها مهجورة في 31 يناير 1921 في دياموند شولز، قرب كيب هاتيراس في كارولاينا الشمالية، التي أصبحت تشتهر بكثرة حطام السفن الموجود بها. وأثيرت الشائعات أن دييرنغ كانت ضحية القرصنة. وقد وجدوا في السفينة طعاماً مُعداً لليوم التالي.

### يو إس إس سيكلوبس
خلال فترة الحرب العالمية الأولى، وقعت حادثة تعدّ أكثر الحوادث ضياعاً للأرواح في تاريخ الولايات المتحدة البحري عندما فُقدت يو إس إس سيكلوبس 'USS Cyclops'، والتي كانت بقيادة قائد ملازم جورج ورلي، بدون أثر وكان على متنها طاقم من 309 شخص بعد أن غادرت جزيرة بربادوس في 4 مارس 1918 وعلى الرغم من عدم وجود أي دليل قوي لأي نظرية، لكن كان هناك العديد من النظريات؛ فبعض الناس اعتقد أن السبب هو عاصفة قوية، والبعض اعتقد أنها غرقت، بينما البعض الآخر اعتقد أن نشاط الأعداء أثناء الحرب كان السبب في خسارتها.

### الرحلة 19

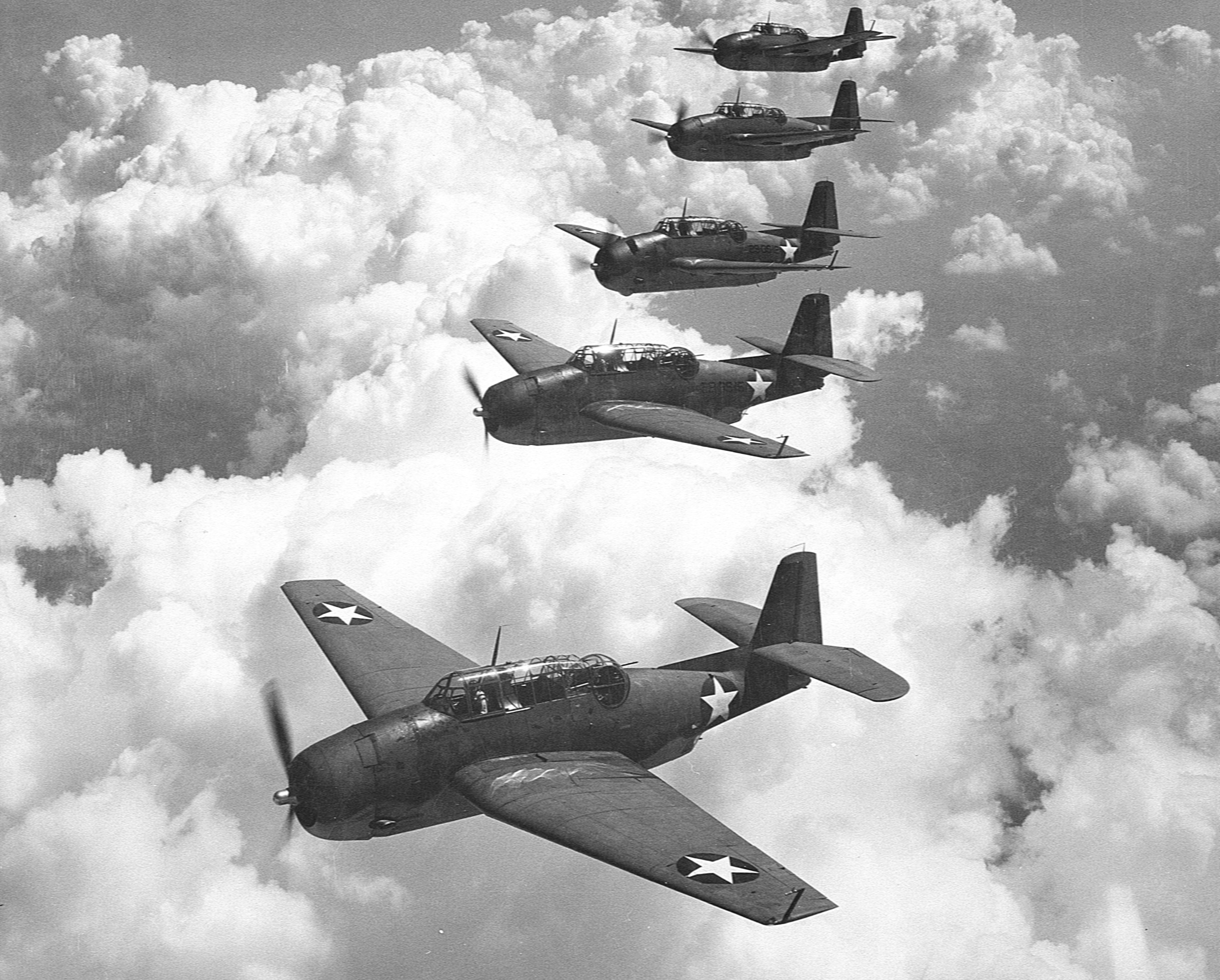
الرحلة الجوية الأمريكية TBF غرومان أفينجر، والتي كانت شبيهه للرحلة 19، وقد استخدمها المؤلفون لرسم الرحلة 19.

بدأ العالم يأخذ أسطورة مثلث برمودا بجدّية في 5 ديسمبر 1945، بعد حادثة الاختفاء المشهورة لمجموعة طائرات الرحلة 19. اختفت خمسة قاذفات قنابل للبحرية الأمريكية بشكل غامض بينما كانت هذه الطائرات في مهمّة تدريبية روتينية، كما اختفت طائرة إنقاذ أرسلت للبحث عنهم ولم ترجع أبدًا، بإجمالي ست طائرات و27 رجلاً، ذهبوا دون أي أثر. وجميع أفراد طاقم القاذفات الخمسة كانوا متدربين بلا خبرة طيران، باستثناء شخص واحد هو قائد السرب، الملازم أوّل تشارلز تايلور Charles Taylor
ثم أرسلت مجموعة استكشاف، ومن ضمنها الطائرة مارتن Martin Mariner والتي كان على متنها 13 شخصاً، ولم تعد هي الأخرى، ولكن ليس بسبب مثلث برمودا. فالطائرة انفجرت في الجو بعد 23 ثانية من الإقلاع، وكان السبب أن هذا الصنف من الطائرات يعاني من عيوب في خزان الوقود.

### جي-أيه إتش إن بي «نجمة النمر» وجي-أيه جي أر إي «نجمة أرييل»
اختفت G-AHNP Star Tiger في 30 يناير 1948 في رحلة من أزوريس إلى برمودا، واختفت G-AGRE Star Areil في 17 يناير 1949 في رحلة من برمودا إلى كينغستون، جاميكا وكانت الإثنتان من نوع أفرو تودور 5 الناقلة الجوية التي أديرت بواسطة الخطوط الجوية الإنجليزية الجنوب أمريكية. كلا الطائرتين كانت تعمل على حدود قليلة من نطاقها، وأدنى خطأ أو خلل في المعدات قد يمنعهم من الوصول للجزيرة الصغيرة. وقد كانوا لايسمعون الطائرة جيداً قبل أن تدخل المثلث.

### دوغلاس دي سي
في 28 ديسمبر 1948، اختفت طائرة من نوع Douglas DC-3، رقم NC16002 عندما كانت في رحلة من سان خوان، بورتوريكو إلى ميامي. لم يوجد أثر للطائرة ولا ل32 شخصا الذين كانوا على متنها. وكانت أحد المستندات التي جمعها مجلس التحقيق الطيراني، ذكرت أن أحد الأسباب اختفاء الطائرة، التي بالكاد لمست أحد أطراف المثلث، أن بطاريات الطائرة كانت منخفضة الشحن، ولكنها أمرت أن تعود مجدداً بدون إعادة شحن عندما كان الطيار في سان خوان، ولكن الطائرة ذات محرك مكبس تعتمد كثيراً على مولدات مغانطيسية بدلاً من قوة البطارية، ولذلك هذه النظرية ليست مقنعة.

### كي سي 135
في عام 1963 أحاط الغموض حادثة اختفاء طائرتين أمريكيتين من طراز كي سي 135 KC-135، حيث اختفت الطائرتان فوق مثلث برمودا. وبعد عدة أيام تم العثور على حطامهما متناثراً في إحدى طافيات المنطقة القديمة، ولم تستطع بعثة الإنقاذ تفسير سبب الحادث حتى الآن.

## مؤلفون كتبوا عن المثلث
- جيان كواسر (2003). في داخل مثلث برمودا: ننشر لكم الحقيقة فيما وراء اللغز العالمي (ط. (أعيدت طبعها في عام (2005) ISBN 0-07-145217-6)). القوات البحرية. {{استشهاد بكتاب}}: الوسيط غير المعروف |الرقم المعياري= تم تجاهله يقترح استخدام |ردمك= (مساعدة)
- [12] تشارلز برلتز (1974). مثلث برمودا (ط. الأولى). دبل داي. {{استشهاد بكتاب}}: الوسيط غير المعروف |الرقم المعياري= تم تجاهله يقترح استخدام |ردمك= (مساعدة)
- [8] لورانس دافيد كوش (1975). لغز مثلث برمودا: الحل. Buffalo: كتب بروميثيوس. {{استشهاد بكتاب}}: الوسيط غير المعروف |الرقم المعياري= تم تجاهله يقترح استخدام |ردمك= (مساعدة)
- [33] جون والاس سبينسر (1969). برزخ الفقدان. {{استشهاد بكتاب}}: الوسيط غير المعروف |الرقم المعياري= تم تجاهله يقترح استخدام |ردمك= (مساعدة)
- دافيد جروب (1984). الأدلة على مثلث برمودا. ويلينبورو، نورثهامبتونشاير: مؤتمر اكوارين. {{استشهاد بكتاب}}: الوسيط غير المعروف |الرقم المعياري= تم تجاهله يقترح استخدام |ردمك= (مساعدة)
- [34] دانيل بيرج (2000). تحطم سفن برمودا. شرق روكواي، نيويورك.: مستكشفون الماء. {{استشهاد بكتاب}}: الوسيط غير المعروف |الرقم المعياري= تم تجاهله يقترح استخدام |ردمك= (مساعدة)
- [35] ريتشارد راينر (1974). مثلث الشيطان. {{استشهاد بكتاب}}: الوسيط غير المعروف |الرقم المعياري= تم تجاهله يقترح استخدام |ردمك= (مساعدة)
- ريتشارد راينر (1975). مثلث الشيطان 2. {{استشهاد بكتاب}}: الوسيط غير المعروف |الرقم المعياري= تم تجاهله يقترح استخدام |ردمك= (مساعدة)
- [26] أديكنت توماس جيفري (1975). مثلث برمودا. {{استشهاد بكتاب}}: الوسيط غير المعروف |الرقم المعياري= تم تجاهله يقترح استخدام |ردمك= (مساعدة)